# 使魔
使魔（英語：familiar spirits）又稱使役魔，指的是在奇幻故事中，由魔法師、魔女之類的角色所操縱的動物、惡魔、怪物或精靈，兩者之間有主從關係。

## 概要
在常見的設定中，施術者透過某種媒介或代價，將原本處於異世界的惡魔呼喚而來，並且和自己訂下主從關係的契約，用以傳信、偵查、戰鬥、看守或從事家務等各種各樣的事。
使魔類似於式神，不同之處在於使魔並不是神或具有神性的生物，而是魔鬼或怪物。

## 外部連結
- 徐永為. . 奇幻. 奇幻基地. 2016-04-09: 142. ISBN 9789869272858.